# Via del Consolato
Via del Consolato är en gata i Rione Ponte i Rom. Gatan förbinder Corso Vittorio Emanuele II med Piazza dell'Oro. 

## Beskrivning
Via del Consolato är uppkallad efter Consolato Fiorentino, inrättat av påve Leo X år 1519, vilket hade sitt säte vid denna gata. Denna myndighet bestod av en konsul, två rådgivare och olika ämbetsmän, vilka bistod den florentinska kommuniteten i Rom.

## Omgivningar
Kyrkobyggnader och kapell
- San Giovanni dei Fiorentini

Gator, gränder och piazzor
- Via dell'Arco della Fontanella
- Via dei Banchi Nuovi
- Largo Ottavio Tassoni
- Corso Vittorio Emanuele II
- Via Acciaioli
- Vicolo dell'Oro
- Piazza dell'Oro
- Via Paola
- Via Giulia

## Bilder
| - San Giovanni dei Fiorentini. - Palazzo del Banco di Santo Spirito. |